# Château de Quierzy
Le château de Quierzy, rebâti au XVIe siècle à l'emplacement de la forteresse des évêques de Noyon, est situé sur la commune de Quierzy, dans l'Aisne. Il est partiellement inscrit aux monuments historiques.

## Localisation
Le château est bâtie sur la rive nord de l'Oise, à proximité du palais des premiers rois francs, sur la commune de Quierzy, dans le département français de l'Aisne.

## Historique
Quierzy fut une résidence royale des Pépinides et des Carolingiens.
Hugues Capet, qui préfère résider en ville, donne ses terres de Quierzy à l'évêque de Noyon. Ce dernier y fait construire une forteresse pour se défendre du puissant seigneur de Coucy.
La terre passe ensuite aux mains des Chérisy, puis des Montmorency, des Roye, des Halluin, des Brûlart de Sillery et des Bussy-Rabutin jusqu'à la Révolution.

## Description
Il subsiste près du château du XVIe siècle une tour et ruine de l'édifice primitif.

## Protection aux monuments historiques
Les façades et toitures sont inscrites au titre des monuments historiques par arrêté du 8 février 1928.

## Lieu de tournage
Des séquences ont été tournées au château dans le cadre d'un numéro de l'émission Secrets d'Histoire consacré à Charlemagne, intitulé Sacré Charlemagne !, diffusé le 8 septembre 2015 sur France 2.